# Lekkoatletyka na Letnich Igrzyskach Olimpijskich 1968
Zawody lekkoatletyczne podczas igrzysk olimpijskich w Meksyku rozegrano w dniach 13–20 paździenika 1968 z udziałem 1029 sportowców z 91 krajów.

## Rezultaty

### Mężczyźni
| Konkurencja:                              | 1. miejsce                                                                        | Rezultat  | 2. miejsce                                                              | Rezultat  | 3. miejsce                                                                    | Rezultat  | Źródło        |
| Bieg na 100 m (szczegóły)                 | Jim Hines                                                                         | 9,9       | Lennox Miller                                                           | 10,0      | Charles Greene                                                                | 10,0      | [ 2 ] [ 3 ]   |
| Bieg na 200 m (szczegóły)                 | Tommie Smith                                                                      | 19,8      | Peter Norman                                                            | 20,0      | John Carlos                                                                   | 20,0      | [ 4 ] [ 5 ]   |
| Bieg na 400 m (szczegóły)                 | Lee Evans                                                                         | 43,8      | Larry James                                                             | 43,9      | Ron Freeman                                                                   | 44,4      | [ 6 ] [ 7 ]   |
| Bieg na 800 m (szczegóły)                 | Ralph Doubell                                                                     | 1:44,3 =  | Wilson Kiprugut                                                         | 1:44,5    | Tom Farrell                                                                   | 1:45,4    | [ 6 ] [ 8 ]   |
| Bieg na 1500 m (szczegóły)                | Kipchoge Keino                                                                    | 3:34,9    | Jim Ryun                                                                | 3:37,8    | Bodo Tümmler                                                                  | 3:39,0    | [ 9 ] [ 10 ]  |
| Bieg na 5000 m (szczegóły)                | Mohammed Gammoudi                                                                 | 14:05,0   | Kipchoge Keino                                                          | 14:05,2   | Naftali Temu                                                                  | 14:06,4   | [ 9 ] [ 11 ]  |
| Bieg na 10 000 m (szczegóły)              | Naftali Temu                                                                      | 29:27,4   | Mamo Wolde                                                              | 29:28,0   | Mohammed Gammoudi                                                             | 29:34,2   | [ 9 ] [ 12 ]  |
| Maraton (szczegóły)                       | Mamo Wolde                                                                        | 2:20:26,4 | Kenji Kimihara                                                          | 2:23:31,0 | Mike Ryan                                                                     | 2:23:45,0 | [ 13 ] [ 14 ] |
| Bieg na 110 m przez płotki (szczegóły)    | Willie Davenport                                                                  | 13,3 =    | Ervin Hall                                                              | 13,4      | Eddy Ottoz                                                                    | 13,4      | [ 15 ] [ 16 ] |
| Bieg na 400 m przez płotki (szczegóły)    | David Hemery                                                                      | 48,1      | Gerhard Hennige                                                         | 49,0      | John Sherwood                                                                 | 49,0      | [ 17 ] [ 18 ] |
| Bieg na 3000 m z przeszkodami (szczegóły) | Amos Biwott                                                                       | 8:51,0    | Benjamin Kogo                                                           | 8:51,6    | George Young                                                                  | 8:51,8    | [ 17 ] [ 19 ] |
| Sztafeta 4 × 100 m (szczegóły)            | Stany Zjednoczone · Charles Greene · Melvin Pender · Ronnie Ray Smith · Jim Hines | 38,2      | Kuba · Hermes Ramírez · Juan Morales · Pablo Montes · Enrique Figuerola | 38,3      | Francja · Gérard Fenouil · Jocelyn Delecour · Claude Piquemal · Roger Bambuck | 38,4      | [ 20 ] [ 21 ] |
| Sztafeta 4 × 400 m (szczegóły)            | Stany Zjednoczone · Vincent Matthews · Ron Freeman · Larry James · Lee Evans      | 2:56,1    | Kenia · Charles Asati · Munyoro Nyamau · Naftali Bon · Daniel Rudisha   | 2:59,4    | RFN · Helmar Müller · Gerhard Hennige · Manfred Kinder · Martin Jellinghaus   | 3:00,5    | [ 22 ] [ 23 ] |
| Chód na 20 km (szczegóły)                 | Wołodymyr Hołubnyczy                                                              | 1:33:58,4 | José Pedraza                                                            | 1:34:00,0 | Mykoła Smaha                                                                  | 1:34:03,4 | [ 24 ] [ 25 ] |
| Chód na 50 km (szczegóły)                 | Christoph Höhne                                                                   | 4:20:13,6 | Antal Kiss                                                              | 4:30:17,0 | Larry Young                                                                   | 4:31:56,4 | [ 24 ] [ 26 ] |
| Skok wzwyż (szczegóły)                    | Dick Fosbury                                                                      | 2,24      | Ed Caruthers                                                            | 2,22      | Walentin Gawriłow                                                             | 2,20      | [ 27 ] [ 28 ] |
| Skok o tyczce (szczegóły)                 | Bob Seagren                                                                       | 5,40      | Claus Schiprowski                                                       | 5,40      | Wolfgang Nordwig                                                              | 5,40      | [ 29 ] [ 30 ] |
| Skok w dal (szczegóły)                    | Bob Beamon                                                                        | 8,90      | Klaus Beer                                                              | 8,19      | Ralph Boston                                                                  | 8,16      | [ 31 ] [ 32 ] |
| Trójskok (szczegóły)                      | Wiktor Saniejew                                                                   | 17,39     | Nelson Prudêncio                                                        | 17,27     | Giuseppe Gentile                                                              | 17,22     | [ 31 ] [ 33 ] |
| Pchnięcie kulą (szczegóły)                | Randy Matson                                                                      | 20,54     | George Woods                                                            | 20,12     | Eduard Guszczin                                                               | 20,09     | [ 34 ] [ 35 ] |
| Rzut dyskiem (szczegóły)                  | Al Oerter                                                                         | 64,78     | Lothar Milde                                                            | 63,08     | Ludvík Daněk                                                                  | 62,92     | [ 34 ] [ 36 ] |
| Rzut młotem (szczegóły)                   | Gyula Zsivótzky                                                                   | 73,36     | Romuald Klim                                                            | 73,28     | Lázár Lovász                                                                  | 69,78     | [ 37 ] [ 38 ] |
| Rzut oszczepem (szczegóły)                | Jānis Lūsis                                                                       | 90,10     | Jorma Kinnunen                                                          | 88,58     | Gergely Kulcsár                                                               | 87,06     | [ 37 ] [ 39 ] |
| Dziesięciobój (szczegóły)                 | Bill Toomey                                                                       | 8193 pkt. | Hans-Joachim Walde                                                      | 8111 pkt. | Kurt Bendlin                                                                  | 8064 pkt. | [ 40 ] [ 41 ] |

### Kobiety
| Konkurencja:                          | 1. miejsce                                                                             | Rezultat   | 2. miejsce                                                                     | Rezultat  | 3. miejsce                                                                     | Rezultat  | Źródło        |
| Bieg na 100 m (szczegóły)             | Wyomia Tyus                                                                            | 11,0       | Barbara Ferrell                                                                | 11,1      | Irena Szewińska                                                                | 11,1      | [ 42 ] [ 43 ] |
| Bieg na 200 m (szczegóły)             | Irena Szewińska                                                                        | 22,5       | Raelene Boyle                                                                  | 22,7      | Jennifer Lamy                                                                  | 22,8      | [ 42 ] [ 44 ] |
| Bieg na 400 m (szczegóły)             | Colette Besson                                                                         | 52,0 =     | Lillian Board                                                                  | 52,1      | Natalja Pieczonkina                                                            | 52,2      | [ 45 ] [ 46 ] |
| Bieg na 800 m (szczegóły)             | Madeline Manning                                                                       | 2:00,9     | Ileana Silai                                                                   | 2:02,5    | Mia Gommers                                                                    | 2:02,6    | [ 47 ] [ 48 ] |
| Bieg na 80 m przez płotki (szczegóły) | Maureen Caird                                                                          | 10,3       | Pamela Kilborn                                                                 | 10,4      | Chi Cheng                                                                      | 10,4      | [ 47 ] [ 49 ] |
| Sztafeta 4 × 100 m (szczegóły)        | Stany Zjednoczone · Barbara Ferrell · Margaret Bailes · Mildrette Netter · Wyomia Tyus | 42,8       | Kuba · Marlene Elejalde · Fulgencia Romay · Violeta Quesada · Miguelina Cobián | 43,3      | ZSRR · Ludmiła Żarkowa · Galina Bucharina · Wira Popkowa · Ludmiła Samotiosowa | 43,4      | [ 47 ] [ 50 ] |
| Skok wzwyż (szczegóły)                | Miloslava Rezková                                                                      | 1,82       | Antonina Okorokowa                                                             | 1,80      | Wałentyna Kozyr                                                                | 1,80      | [ 51 ] [ 52 ] |
| Skok w dal (szczegóły)                | Viorica Viscopoleanu                                                                   | 6,82       | Sheila Sherwood                                                                | 6,68      | Tatjana Tałyszewa                                                              | 6,66      | [ 53 ] [ 54 ] |
| Pchnięcie kulą (szczegóły)            | Margitta Gummel                                                                        | 19,61      | Marita Lange                                                                   | 18,78     | Nadieżda Cziżowa                                                               | 18,19     | [ 53 ] [ 55 ] |
| Rzut dyskiem (szczegóły)              | Lia Manoliu                                                                            | 58,28      | Liesel Westermann                                                              | 57,76     | Jolán Kleiber-Kontsek                                                          | 54,90     | [ 53 ] [ 56 ] |
| Rzut oszczepem (szczegóły)            | Angéla Németh                                                                          | 60,36 (OR) | Mihaela Peneș                                                                  | 59,92     | Eva Janko                                                                      | 58,04     | [ 57 ] [ 58 ] |
| Pięciobój (szczegóły)                 | Ingrid Becker                                                                          | 5098 pkt.  | Liese Prokop                                                                   | 4966 pkt. | Annamária Tóth                                                                 | 4959 pkt. | [ 57 ] [ 59 ] |

## Klasyfikacja medalowa
| Miejsce | Kraj              | Złoto | Srebro | Brąz | Suma Razem |
| ------- | ----------------- | ----- | ------ | ---- | ---------- |
| 1.      | Stany Zjednoczone | 15    | 6      | 7    | 28         |
| 2.      | Kenia             | 3     | 4      | 1    | 8          |
| 3.      | ZSRR              | 3     | 2      | 8    | 13         |
| 4.      | Australia         | 2     | 3      | 1    | 6          |
| 4.      | NRD               | 2     | 3      | 1    | 6          |
| 6.      | Rumunia           | 2     | 2      | 0    | 4          |
| 7.      | Węgry             | 2     | 1      | 4    | 7          |
| 8.      | RFN               | 1     | 4      | 3    | 8          |
| 9.      | Wielka Brytania   | 1     | 2      | 1    | 4          |
| 10.     | Etiopia           | 1     | 1      | 0    | 2          |
| 11.     | Czechosłowacja    | 1     | 0      | 1    | 2          |
| 11.     | Francja           | 1     | 0      | 1    | 2          |
| 11.     | Polska            | 1     | 0      | 1    | 2          |
| 11.     | Tunezja           | 1     | 0      | 1    | 2          |
| 15.     | Kuba              | 0     | 2      | 0    | 2          |
| 16.     | Austria           | 0     | 1      | 1    | 2          |
| 17.     | Brazylia          | 0     | 1      | 0    | 1          |
| 17.     | Finlandia         | 0     | 1      | 0    | 1          |
| 17.     | Jamajka           | 0     | 1      | 0    | 1          |
| 17.     | Japonia           | 0     | 1      | 0    | 1          |
| 17.     | Meksyk            | 0     | 1      | 0    | 1          |
| 22.     | Włochy            | 0     | 0      | 2    | 2          |
| 23.     | Holandia          | 0     | 0      | 1    | 1          |
| 23.     | Nowa Zelandia     | 0     | 0      | 1    | 1          |
| 23.     | Tajwan            | 0     | 0      | 1    | 1          |
| Razem   | Razem             | 36    | 36     | 36   | 108        |